# Partia Liberalna Hondurasu
Partia Liberalna Hondurasu (hiszp. Partido Liberal de Honduras) – centroprawicowa partia polityczna z Hondurasu założona 5 lutego 1891. Partia jest członkiem Międzynarodówki Liberalnej od 1986 roku.